# Ailanthus altissima
L'ailanto o anche albero del paradiso (Ailanthus altissima (Mill.) Swingle) è un albero deciduo appartenente alla famiglia delle Simarubacee, originario della Cina e delle isole Molucche; è naturalizzato in Italia e in altri paesi europei, oltre che in diversi paesi asiatici, negli Stati Uniti d'America, in Sudafrica, Australia e Nuova Zelanda.
L'albero cresce rapidamente: ogni anno un metro in altezza e 1,5 cm in diametro, raggiungendo a maturità circa 25 metri; da questa tendenza a diventare alto in breve tempo è derivato il nome "albero del paradiso". È poco longevo, superando raramente i 50 anni di vita ed eccezionalmente il secolo di vita. Nonostante ciò, la sua straordinaria capacità di generare polloni consente alla pianta di replicare sé stessa per tempi assai più lunghi.
L'ailanto ha dunque tutte le caratteristiche delle specie pioniere, ossia le prime a colonizzare ambienti senza vita, a causa di fattori umani o naturali: spiccata resistenza alla luce intensa, accrescimento rapido, longevità limitata, precoce raggiungimento della maturità e quindi della produzione di semi, disseminazione anemofora, riproduzione vegetativa tramite polloni, capacità di prosperare in condizioni avverse, anche in suoli poco profondi e poveri di sostanze nutritive.

## Etimologia
Il nome scientifico del genere, Ailanthus, deriva dal malese ailant o aillanitol, ossia "albero che raggiunge il cielo"; la presenza dell'"h", assente nel nome malese, è dovuta a una sovrapposizione del termine greco άνθος (ánthos) che significa "fiore".
Il nome della specie, altissima, fa riferimento alla grande velocità con cui quest'albero si sviluppa in altezza.
Anche il nome italiano "albero del paradiso" fa riferimento alla grande velocità di crescita in altezza, interpretata quasi come una fretta di raggiungere il cielo. Il nome "albero del paradiso" è dovuto anche alla bellezza e alla maestosità dell'albero.

## Descrizione

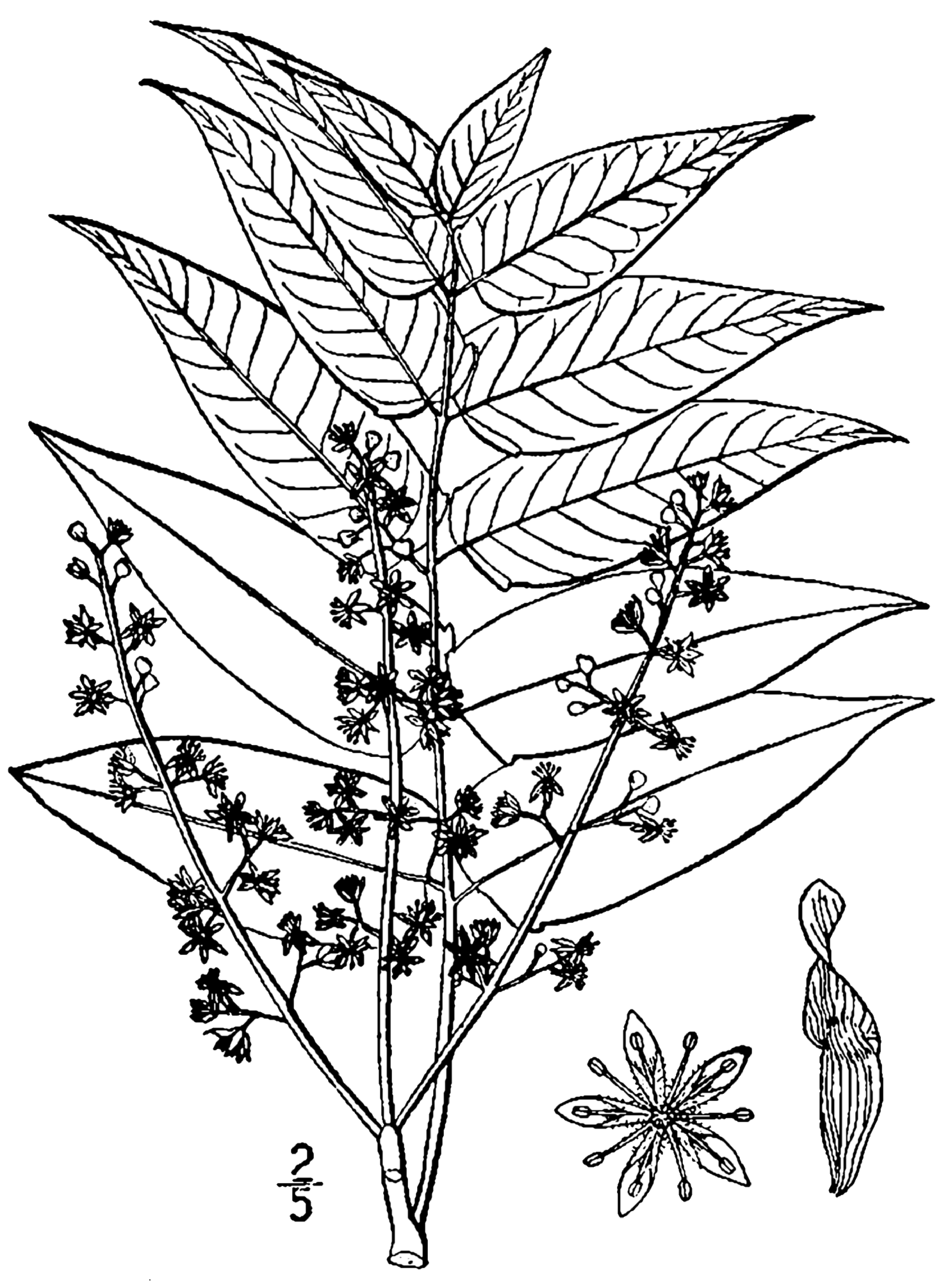
Disegno botanico delle foglie, fiori e samara da Illustrated flora of the northern states and Canada di Britton e Addison Brown, 1913

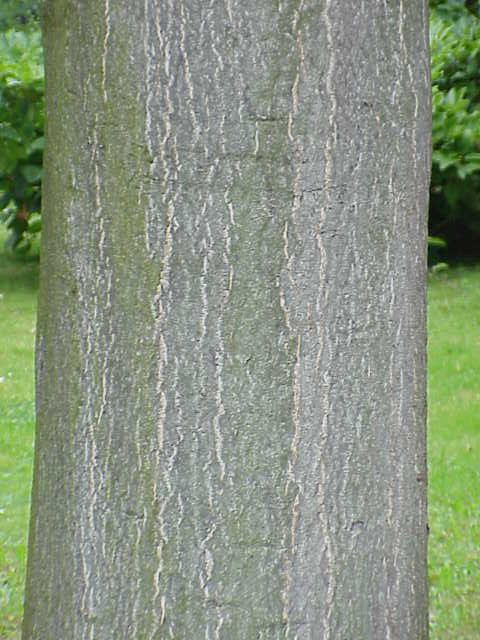
Corteccia di A. altissima: inizialmente grigia, col tempo diventa ruvida e soggetta a screpolature.

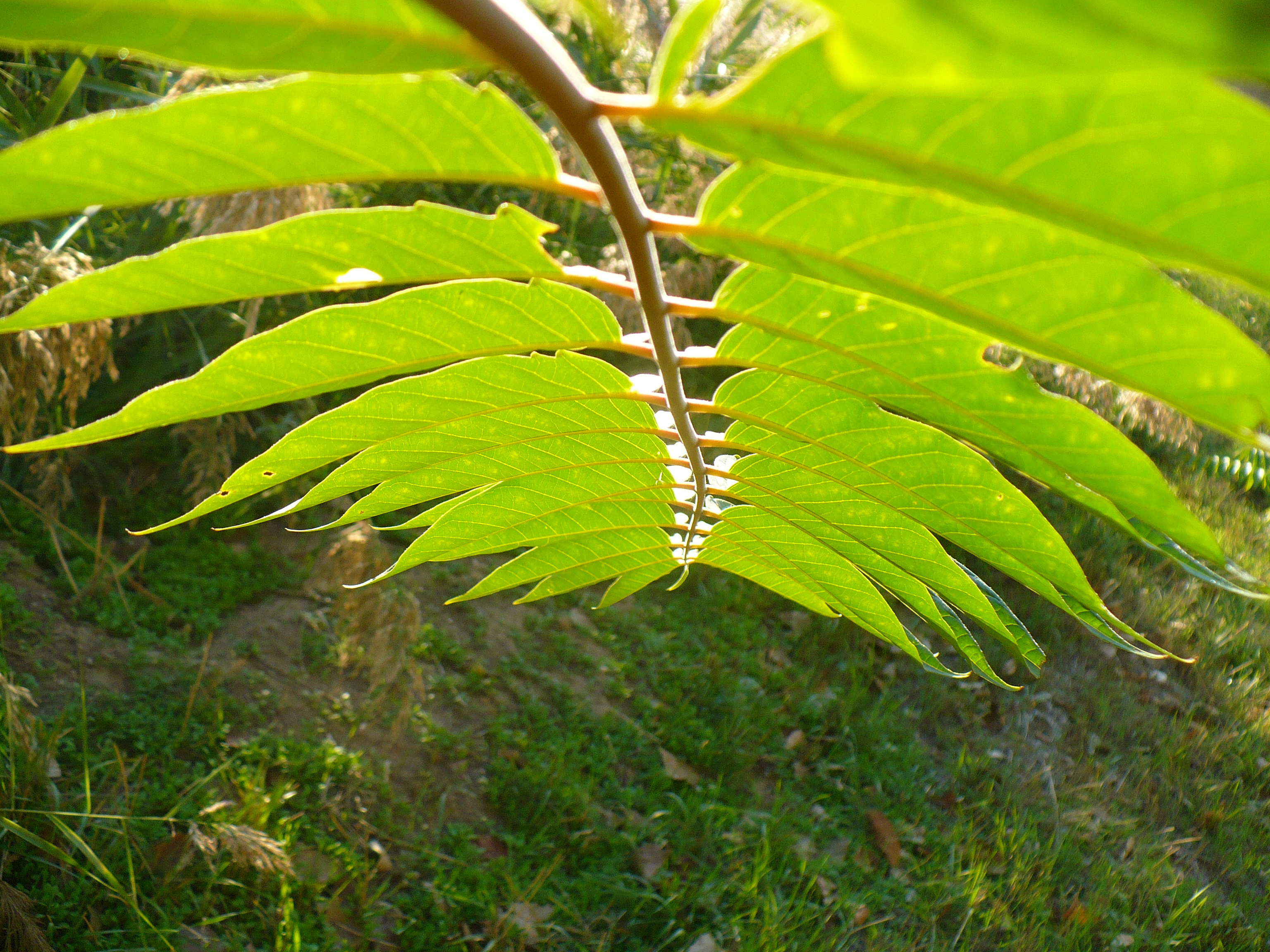
Foglia vista di scorcio

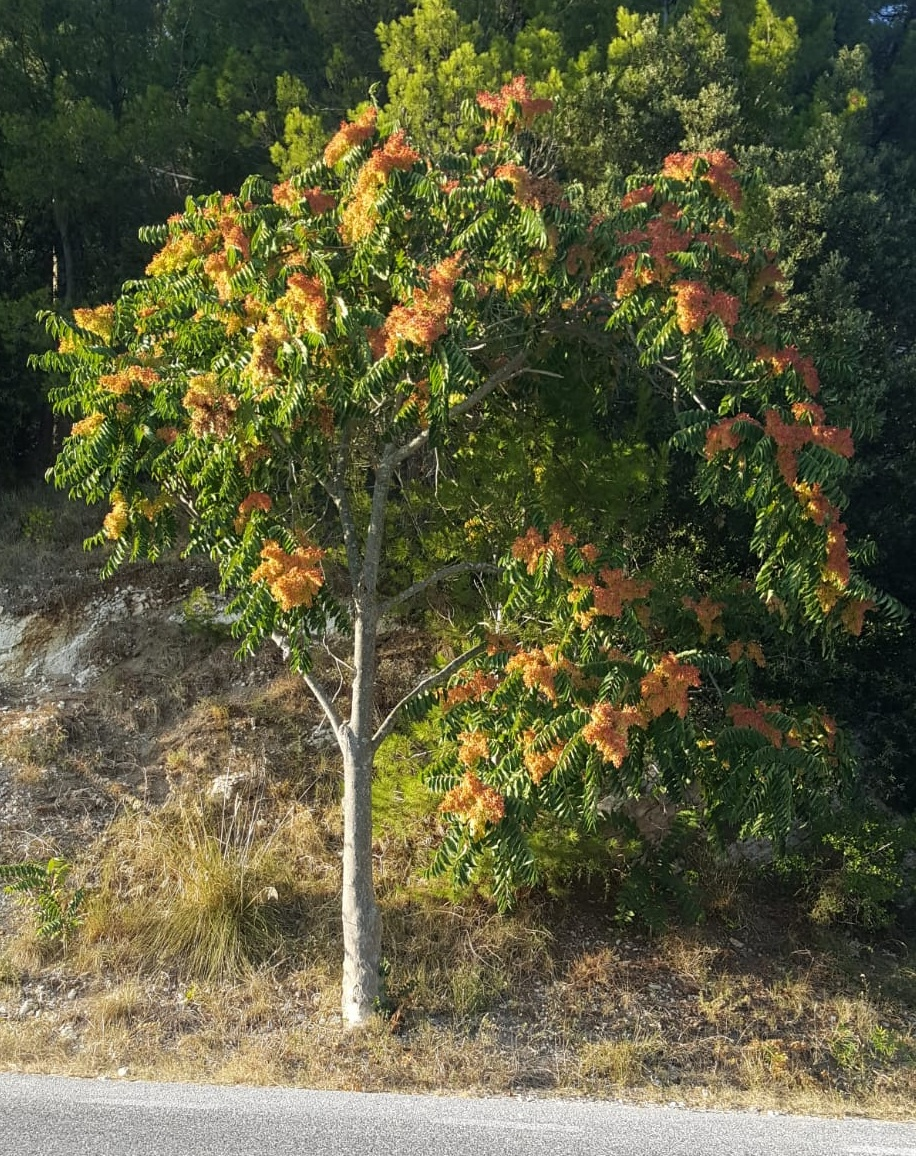
Esemplare che cresce ai margini di un bosco: negli ambienti boschivi intatti l'ailanto generalmente non pone problemi di invasività, preferendo terreni ruderali.

L'ailanto è un albero di medie dimensioni che raggiunge altezze di 17–27 m e un diametro, all'altezza del petto, di 1 m. È notevole la sua velocità di accrescimento: il primo anno di vita riesce a raggiungere già uno o due metri di altezza, mentre due anni bastano a formare una pianta lignificata, alta diversi metri.
È una pianta tendenzialmente dioica, ossia con esemplari che producono solo fiori maschili ed esemplari che ne producono solo di femminili. Il dioicismo dell'ailanto non è esclusivo: si possono incontrare anche alcuni individui monoici

### Corteccia e legno
La corteccia è liscia, grigio chiaro; con l'avanzare dell'età dell'albero, spesso diviene ruvida, con screpolature marrone chiaro. Gli steli, rossicci o castani, sono diritti, lisci e ricoperti superficialmente da finissima peluria. La corteccia è caratterizzata dalla presenza di lenticelle e di evidenti cicatrici delle foglie, a forma di cuore; queste cicatrici sono riunite in fasci. Le gemme hanno una fine pubescenza, forma a cupola e sono parzialmente nascoste dal picciolo, sebbene siano completamente visibili nella stagione latente nelle cavità delle cicatrici delle foglie. I rami hanno un colore che va dal grigio chiaro allo scuro, sono lisci, lucenti e hanno lenticelle in rilievo che diventano fessure con la crescita dell'albero. Le estremità dei rami diventano pendenti con il passare del tempo.
Il suo legno ha un valore molto modesto come materiale da costruzione, sia per robustezza, sia per durata; è adatto invece alla produzione di cellulosa ed è un buon combustibile, producendo fiamme chiare e lasciando poca cenere.

### Foglie
Le foglie sono composte, imparipennate, opposte. Le dimensioni sono notevoli: vanno dai 30 ai 90 cm in lunghezza e contengono da 11 a 41 foglioline organizzate in coppie, con le foglie più larghe poste sui giovani germogli vigorosi. Il rachide è di colore verde-rossiccio chiaro con la base rigonfia. Le foglioline sono ovate-lanceolate con margini lisci, abbastanza asimmetriche e talvolta non direttamente opposte l'una all'altra. Ogni fogliolina è lunga dai 5 ai 18 cm e larga dai 2,5 ai 5 cm. Hanno l'estremità affusolata mentre le basi hanno da due a quattro denti, ognuno contenente una o più ghiandole sulla punta. I lati superiori delle foglioline sono di colore verde scuro con venature verde chiaro, mentre i lati inferiori sono verde biancastro. I piccioli sono lunghi dai 5 ai 12 mm. Le basi lobate e le ghiandole la distinguono dal sommacco, specie che, pur appartenendo ad un'altra famiglia botanica, presenta un aspetto per alcuni versi simile.

### Odore
Le foglie, se vengono sfregate, emanano un marcato odore amarognolo, botanicamente definito "crategino" ossia simile a quello dei fiori del biancospino, considerato piacevole nei testi più datati e spesso considerato sgradevole nei testi più recenti.
Non a tutti è gradito, inoltre, l'odore dei fiori degli esemplari maschili, ossia degli alberi che non portano frutto. Questo diverso giudizio sull'odore dei fiori maschili è all'origine dei due nomi con i quali l'ailanto è conosciuto in Cina: in Mandarino standard è noto come chouchun (Cinese: 臭椿S, chòuchūnP), cioè albero dall'odore sgradevole, mentre nelle regioni attraversate dal corso inferiore del Fiume Giallo l'albero è chiamato chunshu (Cinese: 椿树S, chūnshùP), che significa albero della primavera, dato che l'ailanto, essendo uno degli ultimi alberi a rompere la dormienza in primavera, indica che il clima della bella stagione è ormai stabile. Nell'uso ornamentale, il problema dell'odore dei fiori maschili si aggira facilmente piantando solo esemplari femminili.
La parte corticale delle radici contiene una sostanza aromatica di odore simile a quello della vaniglia; per questo motivo la resina estratta dalla radice era un tempo usata per profumare gli ambienti, ponendola sopra ad un ferro caldo.

### Radici
La radice è fittonante e solo successivamente l'apparato radicale si estende notevolmente in superficie, donando alla pianta una notevole capacità di resistere in ambienti particolarmente secchi o a periodi di prolungata siccità. Già ricordato sopra l'uso della resina estratta dalle radici per profumare gli ambienti.

### Fiori
I fiori sono piccoli e si presentano in grandi infiorescenze che raggiungono la lunghezza massima di 50 cm fino all'ultimo nuovo germoglio. I fiori solitari variano in colore dal verde giallognolo al rossiccio, ognuno con cinque petali e sepali. I sepali sono a forma di tazza, lobati e uniti mentre i petali sono valvari (si toccano ai bordi senza sovrapporsi), bianchi e pelosi verso l'interno. La fioritura avviene tra maggio e luglio.

### Frutti e semi
I frutti, anch'essi raccolti in grappoli penduli; sono samare con seme posto al centro di un'ala ritorta, caratteristica che la rende efficace nel volo planato, utile a diffondere la specie. Come già ricordato, i grappoli di frutti rimangono vistosamente colorati di giallo, arancio e rosso durante tutta l'estate, conferendo all'albero un aspetto particolarmente decorativo. I semi si diffondono per disseminazione anemofora, ossia tramite il vento, grazie all'ala del frutto.

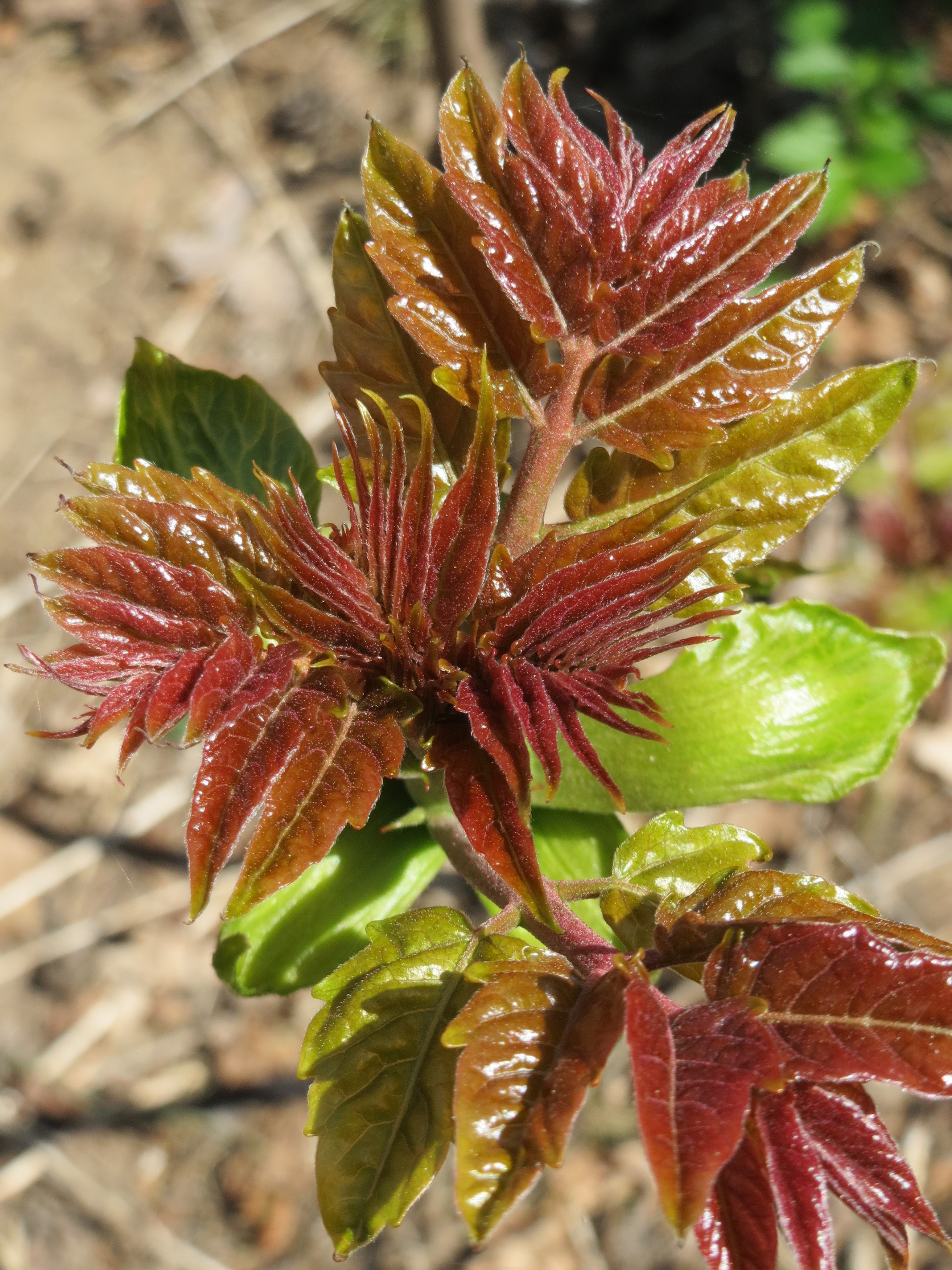
Germoglio
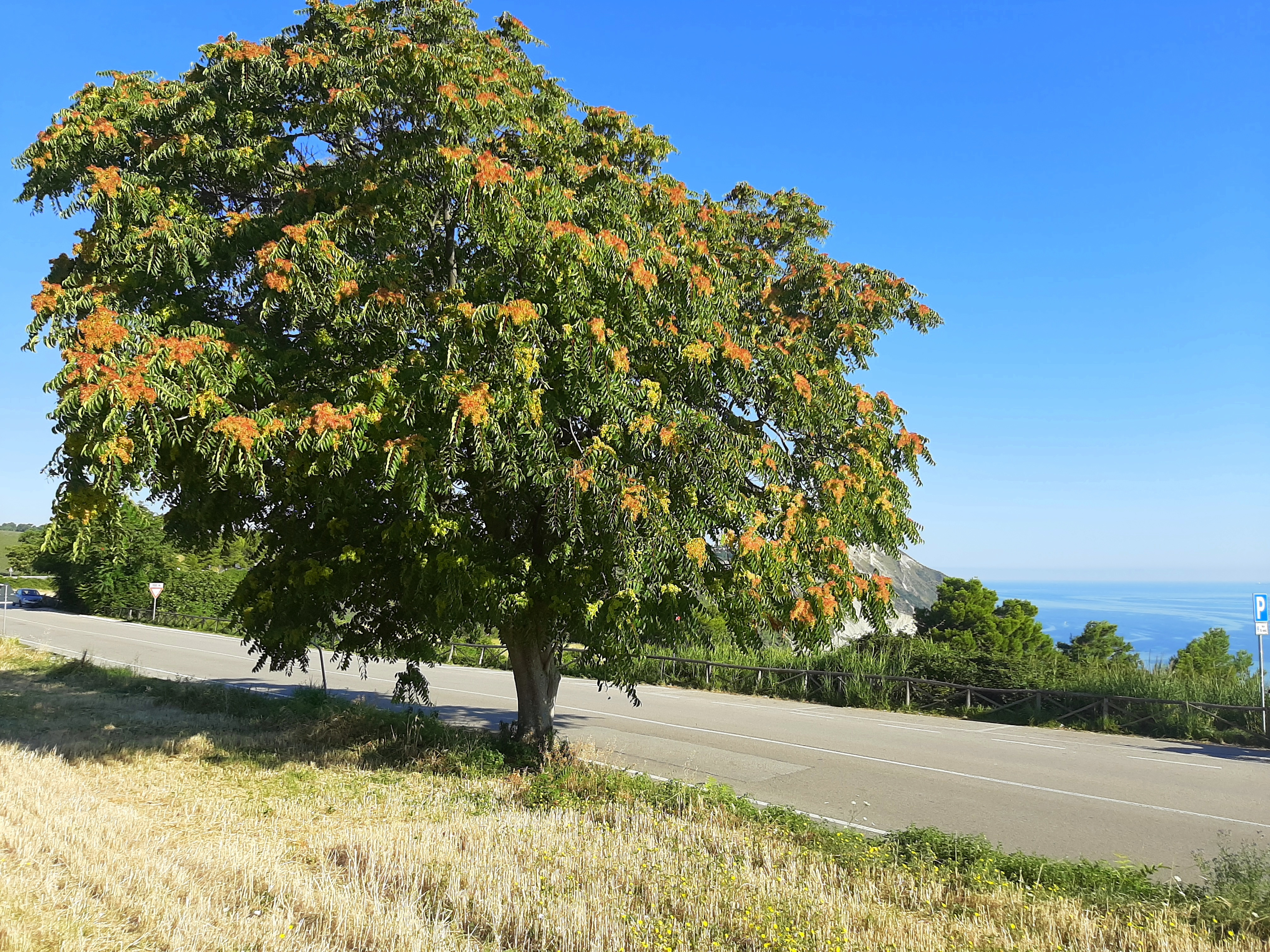
Aspetto estivo con frutti (samare) colorate
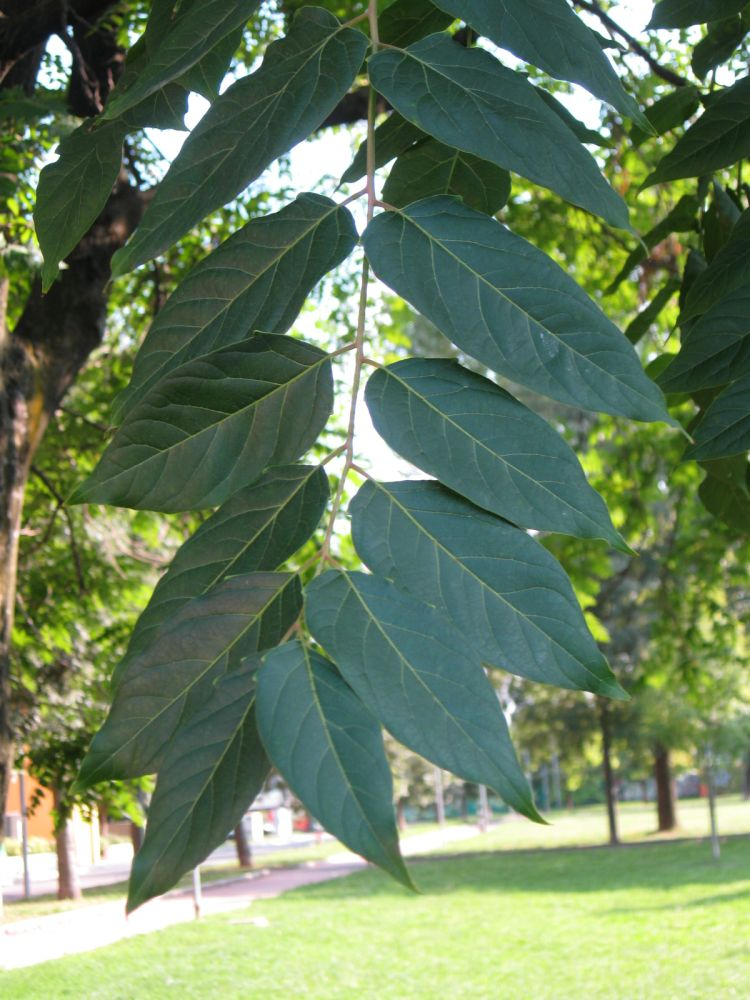
Foglia imparipennata
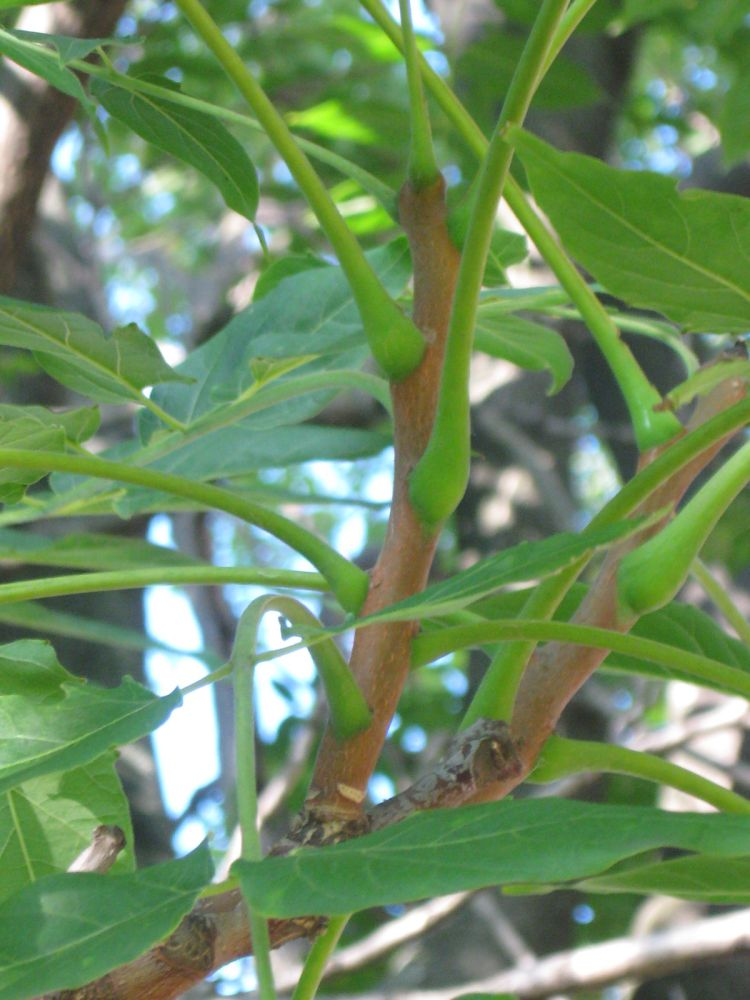
Inserzione delle foglie nei rami (particolare)
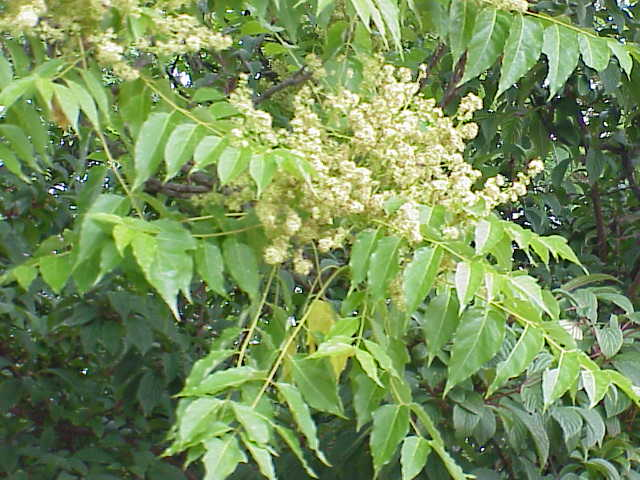
Infiorescenza
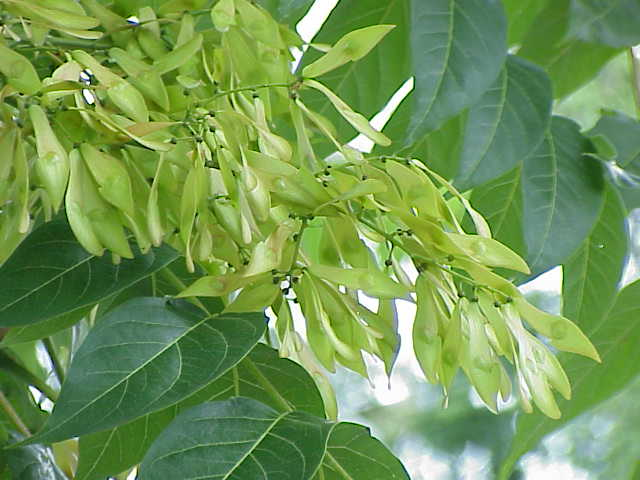
Semi immaturi

## Distribuzione e habitat
È nativo della Cina sud-orientale e centrale e delle Molucche ed è naturalizzato in Italia e in altri paesi europei, oltre che in diversi paesi asiatici, negli Stati Uniti d'America, in Sudafrica, Australia e Nuova Zelanda. Diversamente da altre specie del genere Ailanthus, è infatti amante dei climi temperati anziché di quelli tropicali.

## Usi

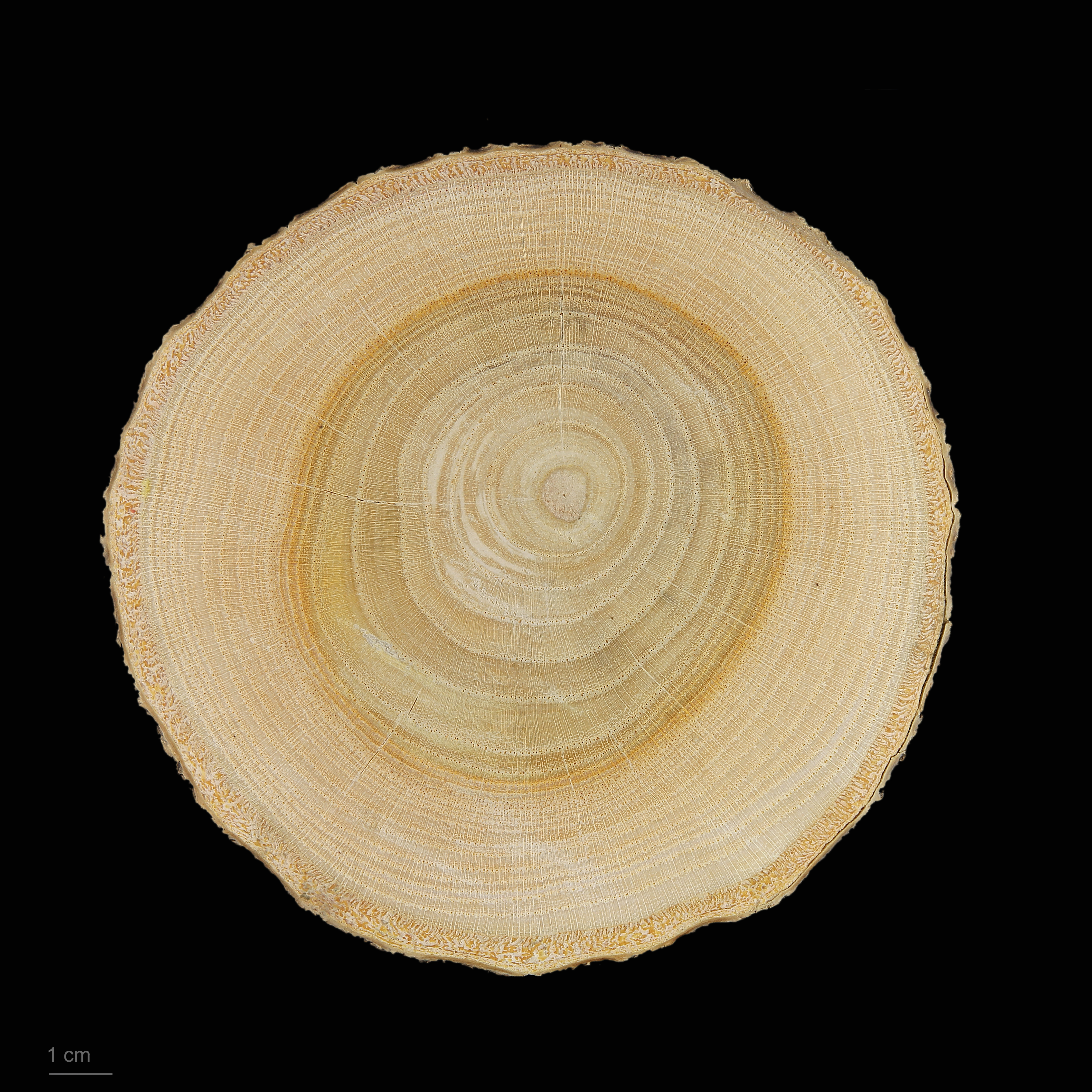
Ailantus altissima

L'ailanto è stato diffuso fuori dalla Cina principalmente per tre motivi: per il suo valore come albero ornamentale, per la produzione di una seta ricavata dai suoi fitofagi Samia cynthia e Samia ricini, per la sua capacità di consolidare scarpate e crescere su terreni dove altri alberi non riuscirebbero ad attecchire. Se questi sono gli usi che sono all'origine della sua attuale grande diffusione, quest'albero è nondimeno utilizzato anche per la produzione di miele e per estrarre principi medicinali.

### Usi ornamentali

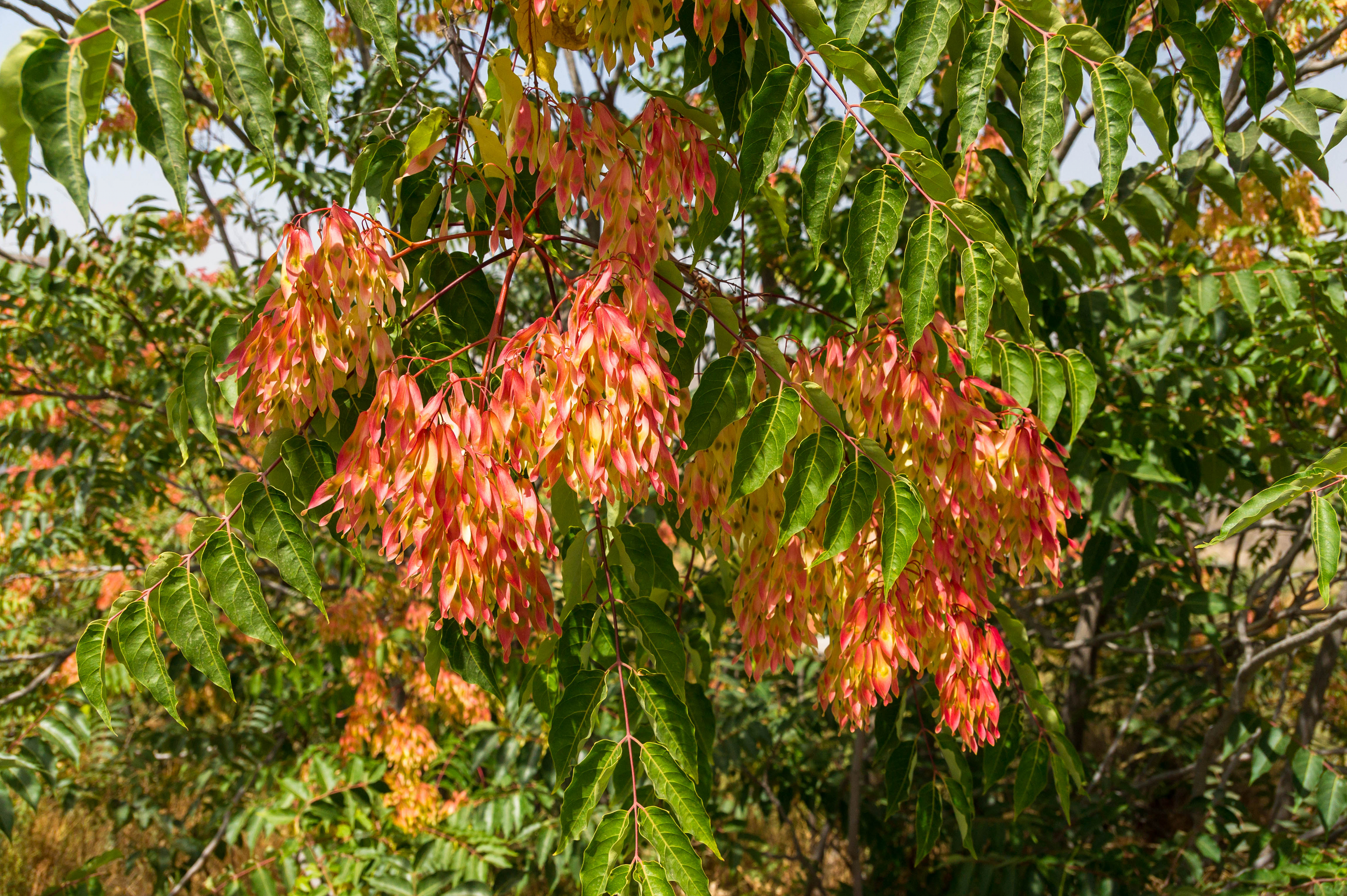
L'aspetto decorativo dei frutti in estate

L'ailanto fu importato in Europa per la prima volta nel 1740 e negli Stati Uniti nel 1784, in un'epoca in cui il gusto per le cosiddette cineserie influenzava notevolmente il senso estetico in Europa, ed erano perciò apprezzate essenze che ricordavano paesaggi orientali. L'ailanto venne allora largamente impiegato per le alberature stradali e di parchi durante gran parte del XIX secolo. Oltre per l'aspetto, la scelta di questo albero era motivata anche dalla sua crescita rapida, che assicura in poco tempo ombra lungo le strade e dalla sua capacità di prosperare in ambienti degradati, con terreni sterili e atmosfera inquinata, comuni purtroppo in molte città; a questo proposito è nota la sua efficienza nell'assorbimento di sostanze nocive, come il diossido di azoto, l'ozono e le polveri sottili.
Ancor oggi è possibile vedere, come testimonianza dell'uso ornamentale di questa specie, grandi ailanti in viali, parchi e giardini.
Il valore decorativo dell'albero è dovuto all'aspetto maestoso e alle lunghissime foglie composte, ma anche ai grappoli di frutti, samare dotate di grandi ali che durante l'estate assumono sfumature che vanno dal giallo all'arancione e al rosso acceso, che poi permangono sino all'autunno, quando l'effetto cromatico dei frutti si unisce a quello dell'ingiallimento delle foglie. La fioritura primaverile passa invece inosservata, dato che i fiori sono piccoli e verdastri.

#### Varietà ornamentali

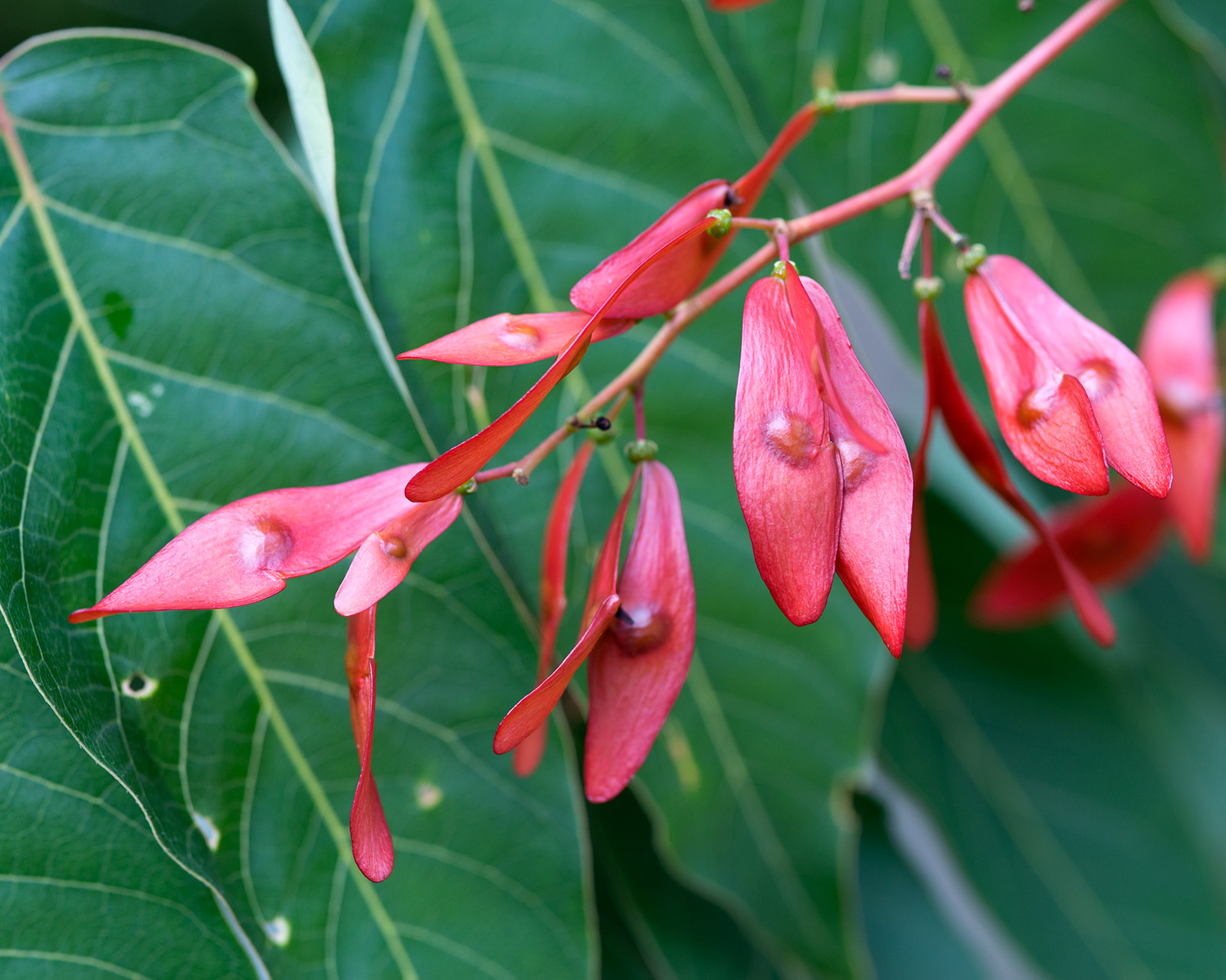
Ailanthus altissima var. Erythrocarpa

Esistono alcune varietà coltivate dell'ailanto:
- Ailanthus altissima var. Hongyea - ha decorative foglie rosso vivo[26]
- Ailanthus altissima var. Tsubaki - dalle mille teste[26];
- Ailanthus altissima var. Xiaoye - cultivar maschio con una chioma più densa rispetto alla varietà botanica[27];
- Ailanthus altissima var. Erythrocarpa - con frutto rosso acceso[27];
- Ailanthus altissima var. Pendulifolia- con foglie ancor più lunghe della varietà botanica ed elegantemente pendenti[27].

### Usi medicinali
In Cina, l'ailanto ha una lunga e ricca storia come pianta medicinale. È citato nel più antico dizionario cinese conosciuto e menzionato in innumerevoli testi di medicina cinesi per la sua asserita efficacia nel curare mali che vanno dalle malattie mentali alla perdita dei capelli.
Nella moderna medicina cinese sono usate le radici, le foglie e la corteccia, principalmente come astringenti, e il frutto, una samara, che ha varie applicazioni: è usato come agente emostatico, per trattare l'enuresi notturna e il problema del sangue nelle feci o nelle urine. Clinicamente, è stato anche dimostrato che tratta la trichomoniasi.

### Produzione di seta

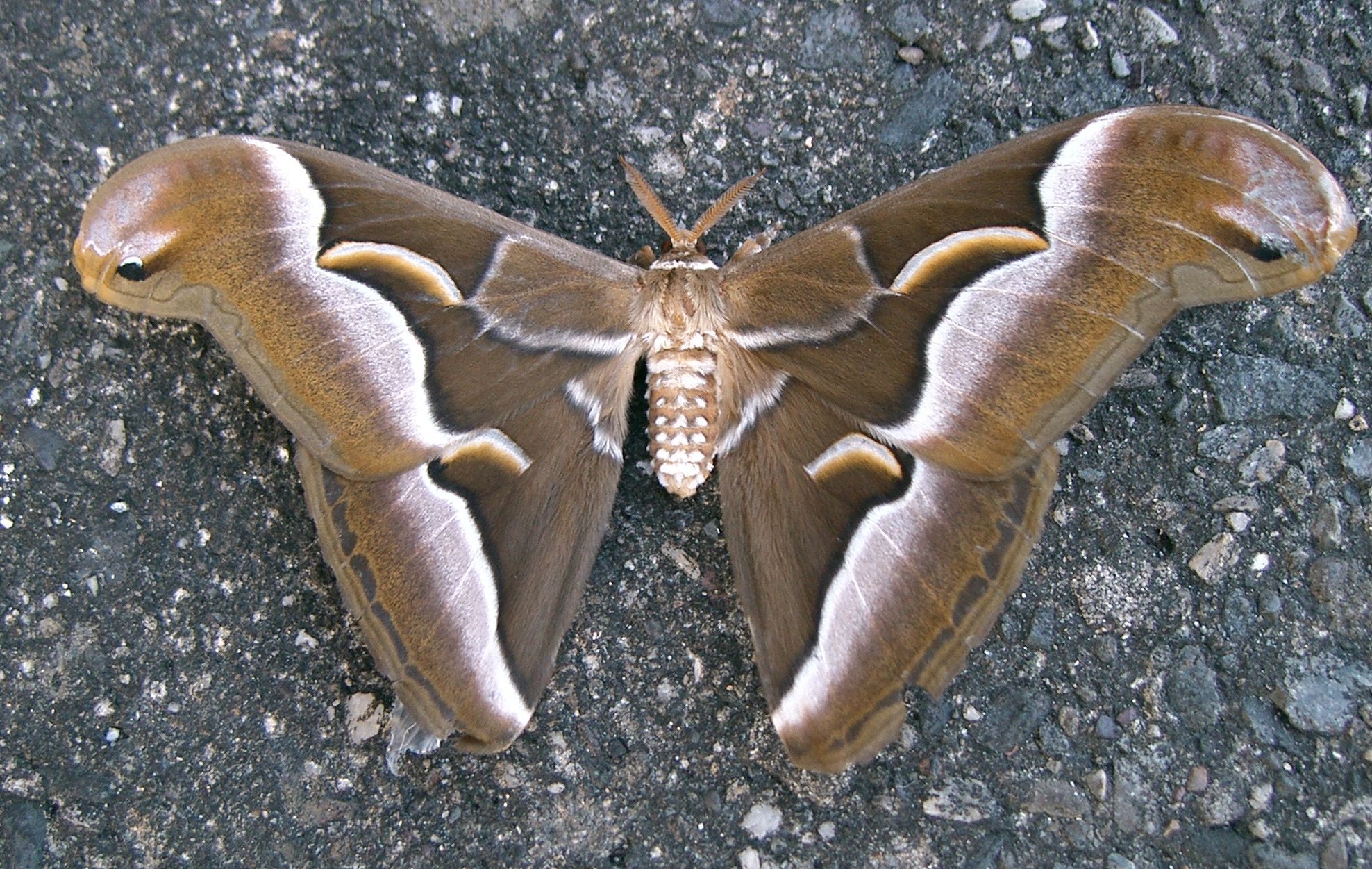
Il bombice dell'ailanto

L'albero è stato estesamente coltivato, inizialmente in Cina e poi anche in altri paesi per l'allevamento della Samia cynthia (bombice dell'ailanto), il bruco di una falena impiegata per la produzione di una particolare seta; i paesi in cui si introdusse questo uso furono soprattutto l'Italia, dal 1854, l'Austria, la Bosnia e la Romania. Il motivo dell'introduzione in Europa del bombice dell'ailanto in sostituzione del baco da seta è legato al fatto che, in quegli anni, la bachicoltura era in profonda crisi a causa della pebrina, malattia causata da un mesozoo.
L'allevamento del bombice dell'ailanto durò solo una quindicina d'anni, cioè fino a quando Louis Pasteur, tra il 1865 e il 1870, non trovò un rimedio per contrastare la pebrina. La gelso-bachicoltura si diffuse allora nuovamente e l'allevamento dei bombici dell'ailanto venne abbandonato.
Nelle regioni italiane dove esisteva l'allevamento del bombice, la falena sfuggita agli allevamenti si è naturalizzata e continua a vivere sugli ailanti a loro volta naturalizzati.

### Consolidamento di terreni scoscesi
Sempre per la sua adattabilità e per la sua grande velocità di crescita, e crescendo bene anche in situazioni difficili, l'ailanto si dimostrò prezioso per il consolidamento di terreni franosi e sterili e perciò venne largamente impiegato. Tipico è l'utilizzo per consolidare scarpate ferroviarie o stradali, che consente alla specie di diffondersi se i terreni circostanti sono incolti, al di là delle intenzioni iniziali (si veda la sezione "Il problema del controllo della diffusione della specie").

### Miele di ailanto
Dall'ailanto le api ottengono un apprezzato e raro miele monoflora (miele di ailanto), con un aroma fruttato che lo rende adatto all'utilizzo in macedonie. In particolare, l'aroma è intensamente profumato di frutti con connotazione tropicale quali la pesca, l'uva moscata e il litchi, ma ricorda anche il fico, il tè alla pesca, lo yogurt con pesca e mango, lo spumante, lo sciroppo di fiori di sambuco.
Viene prodotto in primavera, subito dopo il miele di acacia e in contemporanea con quello di tiglio; il nettare di ailanto, in situazioni climatiche particolari, è raccolto dalle api insieme a quelli di tiglio e di acacia, cosicché i mieli risultanti hanno caratteristiche aromatiche da esso influenzate. Quando è presente in un miele millefiori primaverile, vi aggiunge una nota molto gradevole.
E' pianta visitata dalle api anche per il suo polline.

## Valore simbolico
Nel film di Elia Kazan Un albero cresce a Brooklyn, tratto dall'omonimo romanzo di Betty Smith, il protagonista vegetale è proprio un ailanto, che spunta nel povero cortile di un quartiere di New York. Nel libro e nel film, l'ailanto è la metafora centrale, per la sua capacità di prosperare in un ambiente ostile, come gli abitanti dei quartieri poveri. L'albero, una rarità nel duro ambiente urbano, è amato dalla giovane protagonista del libro e del film, che rimane profondamente turbata quando viene potato spietatamente, fino a farlo morire. Il padre la rassicura che ricrescerà e alla fine lo fa davvero, diventando un simbolo di speranza e perseveranza. Si legge nell'introduzione del libro: C'è un albero che cresce a Brooklyn. Alcuni lo chiamano l'albero del paradiso. Non importa dove cade il seme, dà un albero che si sforza di raggiungere il cielo. Cresce in un terreno incolto recintato con assi e cumuli di immondizia abbandonati. Esce dai cancelli della cantina. È l'unico albero che cresce nel cemento. Cresce rigoglioso... sopravvive senza sole, senza acqua e, apparentemente, senza terra.
Il taoista Zhuāngzǐ utilizza l'ailanto come metafora per descrivere la filosofia del Tao: "inutile, gratuito, grande, generoso". Queste stesse caratteristiche sono quelle che vengono rimproverate agli esemplari di questa specie nei paesi occidentali. Il rifiuto dell'ailanto in Occidente, anche quando non procura danni, rappresenta per alcuni l'incapacità di accogliere l'apparizione di una forma di vita spontanea e la volontà di imporre da parte dell'uomo il controllo assoluto sullo spazio urbano.

## Il problema del controllo della diffusione della specie

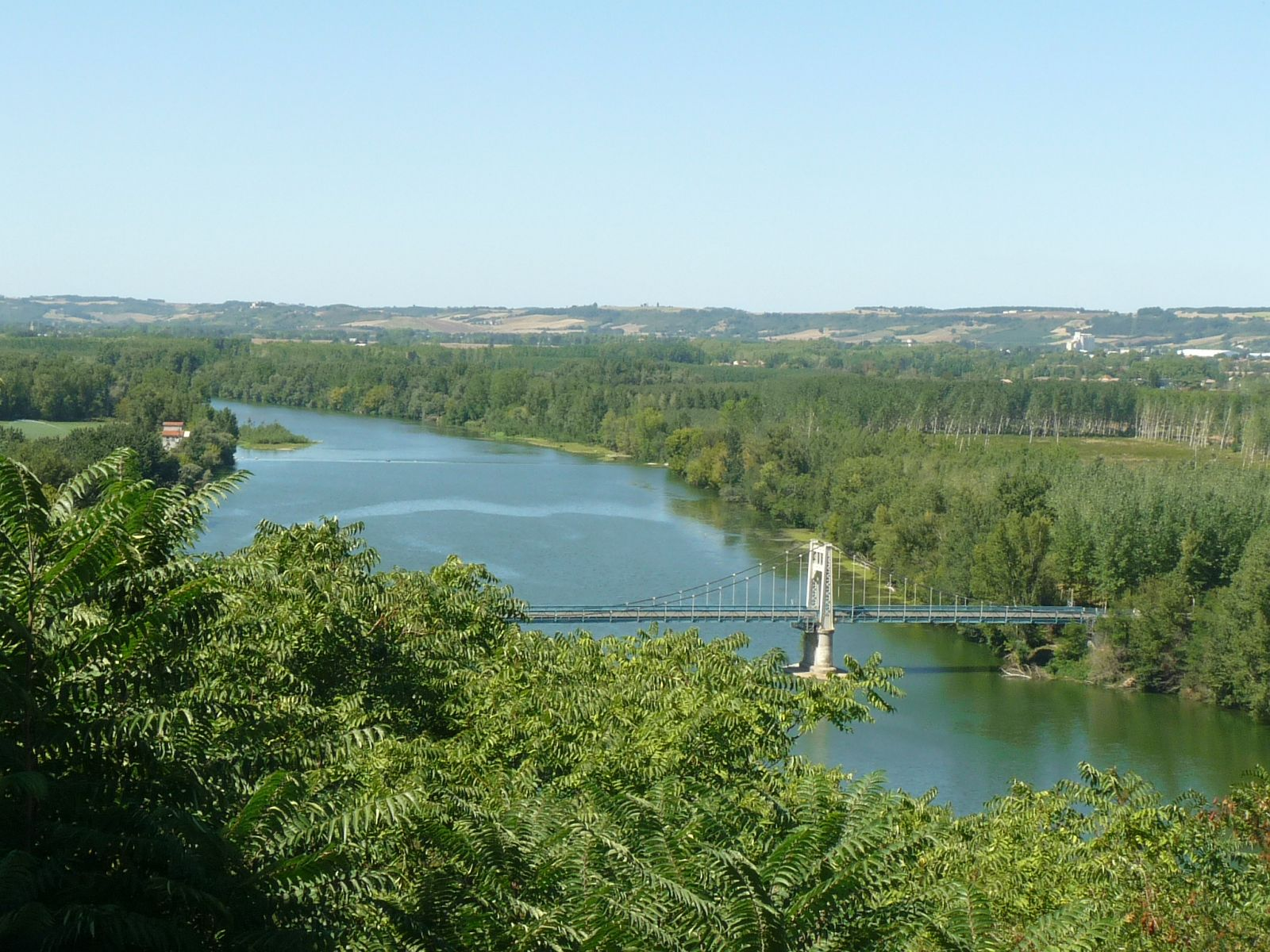
Invasione da parte di A. altissima lungo le rive del fiume Garonna

### Naturalizzazione
L'ailanto si diffonde spontaneamente nei terreni incolti, quando non è soggetto alla concorrenza di specie autoctone, quindi specialmente lungo le strade e le ferrovie, in cui l'azione dell'uomo limita l'accrescimento delle piante indigene. Sfuggendo alle coltivazioni, si diffuse quindi come specie naturalizzata in ambienti degradati e difficili per altri alberi, grazie anche alla straordinaria capacità pollonifera. La naturalizzazione dell'ailanto interessa le seguenti aree:
- Europa: area a sud della linea Glasgow - Amburgo - Odessa - Rostov sul Don;
- Asia: paesi del Caucaso, Turkmenistan meridionale, Afganistan settentrionale, Pakistan settentrionale, Uzbekistan, Tagikistan, India settentrionale, Giappone, Corea;
- Africa: Sudafrica;
- America: Stati Uniti d'America, Argentina centro-orientale;
- Oceania: Australia sud-orientale e Nuova Zelanda[4].

### Invasività
Il grande entusiasmo iniziale per la notevole resistenza dell'ailanto calò quando si rilevò che l'ailanto spesso può comportarsi da specie infestante, grazie alla sua capacità di colonizzare rapidamente aree degradate. L'invasività è accentuata dal fatto che le radici producono una sostanza, l'ailanthone, di tipo allelopatico, ossia capace di inibire la crescita e lo sviluppo di piante concorrenti vicine; naturalmente l'ailanto non è l'unica specie a produrre sostanze allelopatiche: altri esempi sono lo juglone del noce nero, l'amigdalina dal pesco e la florizina dal melo. È questo uno dei motivi principali che consente a questa specie di crescere in popolamenti puri.
In Australia, negli Stati Uniti d'America, in Nuova Zelanda e in numerosi Paesi dell'Europa meridionale e dell'Europa orientale, è considerata una specie molto infestante e quindi nociva per gli ambienti naturali. La sua eradicazione è difficile, perché l'albero ricaccia vigorosamente se tagliato.
Esemplare è il caso dell'Isola di Montecristo, nell'Arcipelago Toscano. In quest'ambiente, secoli fa è stata introdotta dall'uomo la capra selvatica, che non ha nell'isola nemici naturali. Le esigenze alimentari della capra selvatica (e non la presenza dell'ailanto) ostacolavano il rinnovamento della vegetazione autoctona; in particolare, dato che questo animale si ciba delle ghiande e delle giovani piante del leccio, la presenza di questo pregiato albero mediterraneo stava diminuendo in modo preoccupante, a vantaggio dell'ailanto, meno gradito alla capra. La vegetazione di Montecristo si avviava ad essere dominata dall'ailanto, che anche in questo caso mostrava la sua resistenza a condizioni avverse. Nel 2009 l'Unione Europea finanziò un progetto di recupero ambientale, che comprendeva tra gli scopi principali la lotta all'ailanto. Il progetto è terminato con successo nel giugno del 2014.
La lotta contro l'ailanto è necessaria quando entra in competizione con piante autoctone.